# Liu Jing
Liu Jing (19 de febrer de 1991) és una esportista xinesa que va competir en judo, guanyadora d'una medalla de bronze al Campionat Asiàtic de Judo de 2013 en la categoria de –52 kg.

## Palmarès internacional
| Campionat Asiàtic | Campionat Asiàtic    | Campionat Asiàtic | Campionat Asiàtic |
| Any               | Lloc                 | Medalla           | Categoria         |
| ----------------- | -------------------- | ----------------- | ----------------- |
| 2013              | Bangkok ( Tailàndia) | 3                 | –52 kg            |